# 貝利 (密西西比州)
貝利（英語：Bailey）是位於美國密西西比州勞德代爾縣的非建制地區。此地於1900年時有56人。

## 地理
貝利所處的海拔為高於海平面119米（即390英呎），而該地所採用的時區為UTC-6，即北美中部時區（CST）。同時該地設有夏令時間，為UTC-6調快一小時，即UTC-5（CDT）。